# László Maróthy

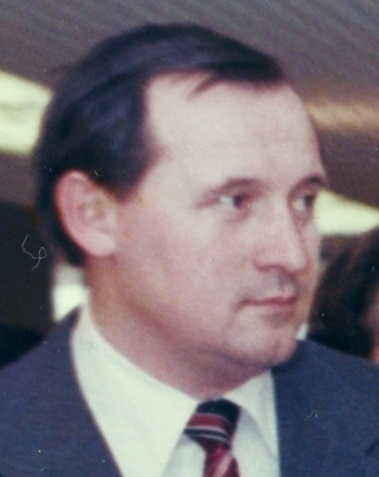
László Maróthy (1982)

László Maróthy (* 25. Dezember 1942 in Szeghalom, Komitat Békés) ist ein ehemaliger ungarischer Politiker der Ungarischen Sozialistischen Arbeiterpartei MSZMP (Magyar Szocialista Munkáspárt), der unter anderem zwischen 1973 und 1980 Erster Sekretär des Kommunistischen Jugendverbandes KISZ sowie später Vize-Ministerpräsident, Vorsitzender der Plankommission und Minister für Umwelt und Wasserwirtschaft war. Auf dem XI. Parteikongress am 22. März 1975 wurde er zum Mitglied des Politbüro des ZK der MSZMP gewählt und gehörte diesem obersten Führungsgremium der Ungarischen Sozialistischen Arbeiterpartei bis zum 22. Mai 1988 an.

## Leben

### Studium, Jugendfunktionär und Abgeordneter
Maróthy, Sohn eines Kfz-Mechanikers, absolvierte nach dem Schulbesuch ein Studium der Landtechnik an der Hochschule für Bodenkultur in Gödöllő GATE (Gödöllői Agrártudományi Egyetemen) und schloss dieses Studium mit einem Diplom ab. Während seines Studiums begann er seine politische Laufbahn beim KISZ(Magyar Kommunista Ifjúsági Szövetség), dem Jugendverband der MSZMP, und wurde 1965 zunächst Sekretär sowie 1967 Erster Sekretär dieser Jugendorganisation an der GATE. 1968 übernahm Maróthy, der 1965 Mitglied der MSZMP wurde, die Funktion als Sekretär für Agitation und Propaganda des KISZ im Komitat Pest und im Anschluss 1970 die des Ersten Sekretärs der MSZMP-Stadtleitung von Szentendre.
1973 wurde Maróthy als Nachfolger von István Horváth schließlich Erster Sekretär des KISZ und bekleidete diese Funktion sieben Jahre lang bis zu seiner Ablösung durch György Fejti 1980. Daneben wurde er mit Wirkung vom 1. November 1973 Mitglied des Zentralkomitees (ZK) der MSZMP, dem er bis Oktober 1989 angehörte. Auf dem XI. Parteikongress am 22. März 1975 wurde er zum Mitglied des Politbüro des ZK der MSZMP gewählt und gehörte diesem obersten Führungsgremium der Ungarischen Sozialistischen Arbeiterpartei bis zum 22. Mai 1988 an.
Nach Beendigung seiner Tätigkeit als Erster Sekretär des KISZ wurde er am 3. Dezember 1980 Erster Sekretär der MSZMP von Budapest und verblieb vier Jahre auf diesem Posten bis zum 7. Dezember 1984.
Am 12. April 1981 wurde Maróthy als Kandidat der MSZMP erstmals zum Abgeordneten des Parlaments (Országgyűlés) gewählt und vertrat dort zunächst den Wahlbezirk Budapest 33 und danach vom 8. Juni 1985 bis zum 19. März 1990 das Komitat Békés.

### Vize-Ministerpräsident, Vorsitzender der Plankommission und Minister
Am 6. Dezember 1984 wurde Maróthy Vize-Vorsitzender des Ministerrates und war damit bis zum 6. Dezember 1987 Stellvertreter von Ministerpräsident György Lázár.
Zeitgleich war er zwischen 1985 und 1986 erst Mitglied der Staatlichen Planungskommission, danach vom 30. Dezember 1986 bis zum 16. Dezember 1987 Mitglied des Nationalen Planungsbüros. Darüber hinaus war er von 1985 bis 1986 Mitglied des Wissenschaftspolitischen Ausschusses der Regierung und wurde im Januar 1987 auch Vorsitzender der Kommission zur Verleihung des Kossuth-Preises. Des Weiteren gehörte er zwischen Dezember 1986 und Mai 1988 dem Ausschuss für Wirtschaftspolitik der MSZMP an.
In der Regierung der Ministerpräsidenten Károly Grósz und Miklós Németh fungierte er von 1987 bis 1988 als Vorsitzender der Staatlichen Planungskommission und war zugleich vom 16. Dezember 1987 bis zum 21. November 1989 Minister für Umwelt und Wasserwirtschaft. Von diesem Ministeramt musste er wegen des geplanten Baus des Kraftwerks Bos-Nagymaros an der Donau zurücktreten. Bereits 1981 wollte die ungarische Regierung aus finanziellen Gründen das Projekt aussetzen. 1984 bekräftigten ungarische Umweltschützer durch eine Unterschriftenaktion die ökologischen Bedenken gegen dieses Mammutprojekt. Nach dem Ende der Regierung János Kádár 1988 stellte die neue Regierung 1989 nach wissenschaftlicher Untersuchung der ökologischen Folgen des Projektes alle Arbeiten in Ungarn ohne Angabe des Grundes ein, während die Slowakei die Bauvorhaben des 120 Kilometer entfernt liegenden Kraftwerk Gabčíkovo fortsetzte.